# صاروخ القاهر
القاهر هو صاروخ باليستي قصير المدى مصري الصنع. وهو أحد الصواريخ الثلاثة التي تم تطويرها حتى عام 1966 بمساعدة ألمانيا الغربية، حيث أن مصر عملت على صناعة ثلاثة صواريخ بالستية وهي القاهر والظافر والرائد .

## نظرة على تاريخ الصاروخ

### التطوير
بدأ العمل على تطوير الصاروخ في عام 1958، وأجريت الاختبارات بين عامي 1962 و1973. وقد استخدمت العديد من الحلول من صواريخ فاو-2 (V2) ، حيث تم تطويرها في البداية من قبل متخصصين ألمان كانوا يعملون سابقًا لصالح القوات الجوية النازية، والذين اختطفهم الموساد كجزء من عملية ديموكليس. ونتيجة لتطور المشروع والضغوط ضده، فإنهم بعد عام 1964 لم يشاركوا عملياً في العمل وغادروا مصر.
ظهر الصاروخ لأول مرة علناً خلال عرض عسكري في القاهرة في 23 يوليو 1963. و وُضع الصاروخ على شاحنة من نوع MAZ-200 [الإنجليزية]، تحمل شعار الجمهورية العربية المتحدة.
لقد تم إطلاق هذا الصاروخ ست مرات بهدف التدريب:
- من ملعب تدريب القاهر
  1. 21 يوليو 1962
  2. 21 يوليو 1962 - وصل كلا الصاروخين إلى مدى يقارب 50 كم.
  3. 1 مايو 1963 – وصلت إلى مدى 80 كم (رحلة جوية)
- من ميدان تدريب جبل حمزة [uwaga 1]
  1. 23 سبتمبر 1971
  2. 6 أكتوبر 1973
  3. 6 أكتوبر 1973 - وصلت الصواريخ الثلاثة إلى ارتفاع 3 كم

### الاستخدام القتالي
ورغم الإعلان عن بدء الإنتاج الضخم (الكمي) (بعدد 500 وحدة)، واجه برنامج صاروخ القاهر مشاكل في التطوير في غياب المشاركة الألمانية. حاول المهندسون المصريون تعديل الصواريخ وفقًا للحلول التي كانت سائدة قبل الحرب العالمية الثانية. وتفاقمت المشاكل بسبب الركود الاقتصادي الذي حدث عام 1964. وعندما اندلعت حرب الأيام الستة عام 1967، لم يكن لدى مصر سوى عدد قليل من هذه الصواريخ. ولا يُعرف أنه تم استخدام أي منها. لقد بقيت الصواريخ خلال السنوات القليلة التالية في المستودعات. وفي عام 1971، أعيد اختبار الصواريخ وحفظها.
ومع اقتراب حرب أكتوبر في عام 1973، أمر أنور السادات بتجهيز الصواريخ للقتال. لكن تبين أن الصواريخ لم تحتوي على أنظمة توجيه وظيفية، ولم يتمكن الفنيون المصريون من إصلاح الأجهزة الجديدة أو تكرارها. وتم إرسال الصواريخ إلى الضفة الغربية لقناة السويس على أنها صواريخ غير موجهة. تم إطلاق عدد كبير من الصواريخ على تحصينات بارليف الإسرائيلية في شبه جزيرة سيناء، لكن لم يصل أي منها إلى هدفه. وكان القصف متناثرا وغير دقيق لدرجة أن الاستخبارات الإسرائيلية واجهت صعوبة في تحديد هدف الهجوم.

## البناء
كان صاروخ القاهر عبارة عن هيكل بسيط وغطاء من الألومنيوم، يعتمد على المحرك الألماني لصواريخ الرايخ الثالث (الذي يستخدم وقودًا سائلًا قابلًا للتخزين- من الكحول والأكسجين السائل)، مثل صواريخ فاو-2 (V2) وفاسرفال (Wasserfall)، والصاروخ الفرنسي EOLE. كانت خزانات الوقود وخزانات المؤكسد ذات سعة متساوية. يحتوي الجزء السفلي من الصاروخ لعى أربعة زعانف معدنية. تم التحكم في اتجاه الدفع من خلال 4 لوحات استئصال في فوهة المخرج.
ولا ينفصل الرأس الحربي المتفجر الذي يبلغ وزنه 220 كيلوغراما عن الصاروخ الذي يضرب الهدف بجسمه الكامل.

## الحواشي
1. ↑  "Military Statistics - WMD - Missile (most recent) by country". The Nation Master (بالإنجليزية). Archived from the original on 2025-05-20.

## فهرس
- "al-Kahir I SRBM". The HarpoonHQ database & encyclopedia web application (بالإنجليزية). Archived from the original on 2014-01-30. Retrieved 2025-04-15.{{استشهاد ويب}}:  صيانة الاستشهاد: BOT: original URL status unknown (link)

## روابط خارجية
- صفحة غونتر الفضائية - صورة إطلاق صاروخ القاهر (بالإنجليزية)